# 隆化
隆化（りゅうか）は、南北朝時代の北斉において、後主の治世に使用された元号。576年12月。

## 西暦・干支との対照表
| 隆化 | 元年  |
| 西暦 | 576年 |
| 干支 | 丙申  |

| 前の元号 武平 | 中国の元号 北斉 | 次の元号 徳昌 承光 |